# Haploniscus ultraabyssalis
Haploniscus ultraabyssalis is een pissebed uit de familie Haploniscidae. De wetenschappelijke naam van de soort is voor het eerst geldig gepubliceerd in 1963 door Birstein.